# Antifaschistische Wirtschaftspolitik
Antifaschistische Wirtschaftspolitik ist eine Wirtschaftspolitik, die zum Ziel hat, ärmere Teile der Bevölkerung vor Folgen von Inflation zu schützen. So soll verhindert werden, dass ebendiese aufgrund ihrer Unzufriedenheit mit steigenden Lebenshaltungskosten vermehrt rechte Parteien oder Personen wählen. Der Begriff wurde kurz nach dem Sieg Donald Trumps bei der US-Präsidentschaftswahl 2024 von der Ökonomin Isabella M. Weber geprägt und wird seitdem in Teilen der Wirtschaftswissenschaften diskutiert.
Bei der antifaschistischen Wirtschaftspolitik handelt es sich nicht um ein ausgefeiltes wirtschaftspolitisches Programm. Webers Vorschläge sind eher kurzfristig orientiert und fokussieren stark auf die Bekämpfung von Inflation. Andere Bereiche der Wirtschaftspolitik werden kaum beleuchtet.

## Hintergrund
Laut Isabella M. Weber waren die steigenden Lebenshaltungskosten ein zentraler Grund für Menschen mit geringem Einkommen, bei den US-Präsidentschaftswahlen 2024 Donald Trump zu wählen. Auch in anderen Ländern lässt sich ihrer Meinung nach erkennen, dass sowohl heute als auch in der Vergangenheit bestimmte Bevölkerungsschichten bei inflationsbedingten Preiserhöhungen das Vertrauen in die aktuelle Regierung verlieren und deshalb dazu tendieren, rechte Parteien oder Personen zu wählen. Sie führt dies darauf zurück, dass es rechten Akteuren in Zeiten wirtschaftlicher Krisen leicht falle, den Unmut der Bevölkerung zu ihren Gunsten zu nutzen und gegen den Status quo zu mobilisieren. Um dies zu verhindern, sei es notwendig, Kaufkraftverluste der Bevölkerung zu reduzieren.
Als Positivbeispiele nennt Weber Spanien und Mexiko. Hier sei es den Regierungen durch heterodoxe Maßnahmen gelungen, Inflation effektiv zu bekämpfen und so besonders Menschen mit geringem Einkommen zu schützen. Leitzinserhöhungen durch die Zentralbanken, das aktuell gängigste Instrument, das gewählt wird, um eine Inflation abzuschwächen, hält Weber für unzureichend. Diese würden bewirken, dass sich viele ihre Hypotheken nicht mehr leisten können und die Preise für Häuser in die Höhe treiben. Durch die verminderten Chancen, ein Haus zu kaufen, würden zudem die Mieten steigen.

## Vorgeschlagene Maßnahmen
Ein Inflationsverständnis, wie es von Isabella M. Weber vertreten wird, sieht die Gründe für Inflation vor allem auf der Angebotsseite. Demnach gehe die Inflation vor allem auf steigende Gewinne von Unternehmen zurück. Eine antifaschistische Wirtschaftspolitik will daher erreichen, dass der Staat im Interesse von Menschen mit geringem Einkommen in die Wirtschaft interveniert. Als konkrete Maßnahmen, die Regierungen ergreifen könnten, um ärmere Bevölkerungsschichten vor den Folgen wirtschaftlicher Krisen zu schützen, werden z. B. eine Übergewinnsteuer oder Gesetze gegen Preistreiberei genannt. Isabella M. Weber wirbt zudem dafür, dass der Staat „ökonomischen Katastrophenschutz“ betreibt: Bei bestimmten lebensnotwendigen Gütern soll er eigene Reserven anlegen und diese im Rahmen einer antizyklischen Preisstabilisierung auf den Markt bringen, wenn es aufgrund externer Faktoren wie z. B. Kriegen zu Engpässen in den Lieferketten kommt. So sollen drastische Preiserhöhungen vermieden werden.
In Bezug auf Deutschland kritisieren Verfechter einer antifaschistischen Wirtschaftspolitik vor allem die Schuldenbremse. Diese behindere öffentliche Investitionen z. B. in Infrastrukturprojekte. Ihre Abschaffung würde daher finanzielle Spielräume eröffnen, die dazu genutzt werden könnten, die Lebensumstände der Bevölkerung zu verbessern und so die Stimmenanteile für die AfD zu verringern.

## Einordnung

### Faschismusverständnis
In einem Beitrag für die wissenschaftliche Zeitschrift Ökologisches Wirtschaften stellen Steffen Lange und Felix Schaffer fest, dass der Begriff „antifaschistische Wirtschaftspolitik“ kritisiert werde, weil die Akteure, gegen die sie sich richtet, teilweise nicht als faschistisch angesehen würden. Sie halten die Benennung allerdings für angemessen, weil Antifaschismus im Gegensatz zum Begriff des Faschismus keine spezifische Theorie als Hintergrund erfordere. Antifaschismus sei ein wandelbarer Begriff, der je nach zeitlichem und örtlichem Kontext verschieden genutzt werde.

### Rezeption
Die Forderung nach einer antifaschistischen Wirtschaftspolitik und insbesondere nach Preiskontrollen sind keine Positionen, die sich häufig im Mainstream der Wirtschaftswissenschaften finden lassen. Als Isabella M. Weber bereits 2021 in einem Artikel im Guardian Preiskontrollen zur Eindämmung der Inflation forderte, erhielt sie von vielen verschiedenen Seiten Kritik. Infolge des Erstarkens populistischer und rechtsextremer Kräfte in der Mitte der 2020er Jahre in Europa und den USA fanden Webers Thesen allerdings vor allem im politisch linken Spektrum Anklang. So veröffentlichte Ines Schwerdtner, Bundesvorsitzende der Partei Die Linke, Anfang 2025 ein Papier bezüglich der wirtschaftspolitischen Positionen ihrer Partei, in dem sie sich positiv auf antifaschistische Wirtschaftspolitik bezieht.
Der Politikwissenschaftler Fred Heussner ist der Ansicht, dass Webers Sichtweisen auf den Zusammenhang zwischen steigenden Lebenshaltungskosten und Wahlverhalten grundsätzlich auch in Teilen der Wirtschaftswissenschaften geteilt werden. Als Beispiel hierfür verweist er auf die Berlin Summit Declaration des Forum New Economy aus dem Mai 2024, welches neben eher linken Ökonomen wie Thomas Piketty und Mariana Mazzucato auch Personen, die eher dem ökonomischen Mainstream zuzurechnen seien, wie Angus Deaton oder Olivier Blanchard unterschrieben haben. Dort wird die seit Jahren verfolgte Austeritätspolitik dafür verantwortlich gemacht, dass viele Bürger das Vertrauen in demokratische Systeme verloren hätten.
Kritisch wird zuweilen angemerkt, dass die Analyse, auf der die antifaschistische Wirtschaftspolitik aufbaut, zu kurz greife. Demnach könne der Erfolg rechter Parteien nicht allein auf ökonomische Faktoren reduziert werden. Vielmehr würden sie auch von Fremdenfeindlichkeit und Nationalismus, die in weiten Teilen der Bevölkerung verbreitet seien, profitieren. Hierauf habe die antifaschistische Wirtschaftspolitik noch keine Antwort.